# Антон Јанда
Антон Јанда (Беч, 1. мај 1904 — Беч, 26. септембар 1985) био је аустријски фудбалски дефанзивац који је играо за Аустрију на Светском првенству у фудбалу 1934.